# Безпалов, Иннокентий Фёдорович
Иннокентий Фёдорович Безпалов (9 декабря нов. ст. / 26 ноября 1877 г., Натальинский прииск, Енисейская губерния — 9 марта 1959 г., Ленинград) — русский советский архитектор, художник и скульптор, механик и инженер-автомобилестроитель, изобретатель.

## Биография

Обложка юбилейного альбома ШПЗ

Родился 26 ноября (8 декабря) 1877 года. В 1895—1897 годах обучался в Томском Алексеевском реальном училище. За организацию кассы взаимопомощи и библиотеки, состоящей из «недозволенных» книг, как К. Маркс, Н. Г. Чернышевский, Писарев и др. был поставлен вопрос о его исключении, но эта мера была заменена «тройкой» поведения в выпускном аттестате.
В 1898 году поступил в Высшее художественное училище при Императорской Академии художеств. Кроме архитектуры, обучался живописи у И. Е. Репина и скульптуре — у В. А. Беклемишева. В 1899 году, за участие в общестуденческой сходке в Университете был выслан до следующего года в Нижний Новгород. В 1901 году, за участие в студенческом движении арестован, содержался в «Крестах», и сослан в Сибирь под гласный надзор на два года. Советской властью его имя занесено в список политкаторжан. По возвращении из ссылки вновь был принят в Академию, где бессменно занимал должность секретаря кассы взаимопомощи. Будучи студентом ВХУ при Академии, стал помощником архитектора В. А. Покровского на строительстве церкви во имя Покрова Пресвятой Богородицы и церковных зданий в имении Голубевых «Пархомовка» Киевской губернии в 1904—1905 годах и церкви во имя Святых апостолов Петра и Павла на Шлиссельбургских пороховых заводах (1904—1907; художник Н. К. Рерих, мозаичные работы частной мастерской В. А. Фролова). Безпалов непосредственно руководил работами по строительству церкви на месте.
Там же по его проектам построили клуб, жилые дома и выставочные павильоны ШПЗ. Позднее, в 1909 году, для юбилейного альбома «Общества…» им исполнены чертежи и рисунки мастерских, их интерьеров, механизмов, портреты рабочих, акварели, в том числе несколько исторических панорам заводов с высоты птичьего полёта.
В 1910 году окончил курс обучения в Академии художеств со званием художника-архитектора за проект здания «Государственной Думы».
В 1910 году организовал артель строительных рабочих, которая выполняла его работы (без подрядчика и без права найма рабочих со стороны). Артель существовала до 1913 года.
С января 1919 года по июль 1924 года занимал должность председателя правления и технического директора автопредприятий Петр. Гос. Авт. Зав. (ПОГАРЗ). С марта 1920 по март 1921 года — по совместительству особоуполномоченный ЦАС ВСНХ по авторемонту на Западном фронте. Заведующий Технико-производственным отделом Центрального Управления Государственных Автозаводов (ЦУГАЗ) Москва (июль 1924 — июль 1925). Заведующий Мобилизационным отделом Промышленности Глав-Металла ВСНХ СССР (июль 1925 — апрель 1926). Начальник Строительства и Проект-Бюро цементного завода им. Воровского в Ленинграде (ноябрь 1928 — март 1931). Член Президиума Совета Народного хозяйства Ленинграда, заведующий его Техническим отделом (1926—1928).
В марте 1931 года арестован; по просьбе академика И. П. Павлова в 1935 года условно-досрочно освобождён от наказания. Поселился в Колтушах. Реабилитирован в 1989 году.
В годы войны и блокады (1941—1945) был назначен заместителем директора Института физиологии (директор — Орбели в эвакуации) и, сохранив Институт, обеспечил бесперебойную работу группы научных сотрудников, переживших блокаду.
20 июня 1943 года награждён медалью «За оборону Ленинграда». 14 декабря 1945 года — медалью «За доблестный труд в Великой Отечественной войне 1941—1945 гг.».
В 1952 году перешёл на научную работу в Ленинградский филиал Академии Архитектуры СССР — старший научный сотрудник; вышел на пенсию с 1 октября 1956 года.
Скончался 9 марта 1959 года, похоронен на Серафимовском кладбище.

## Проекты и постройки

### Санкт Петербург и окрестности

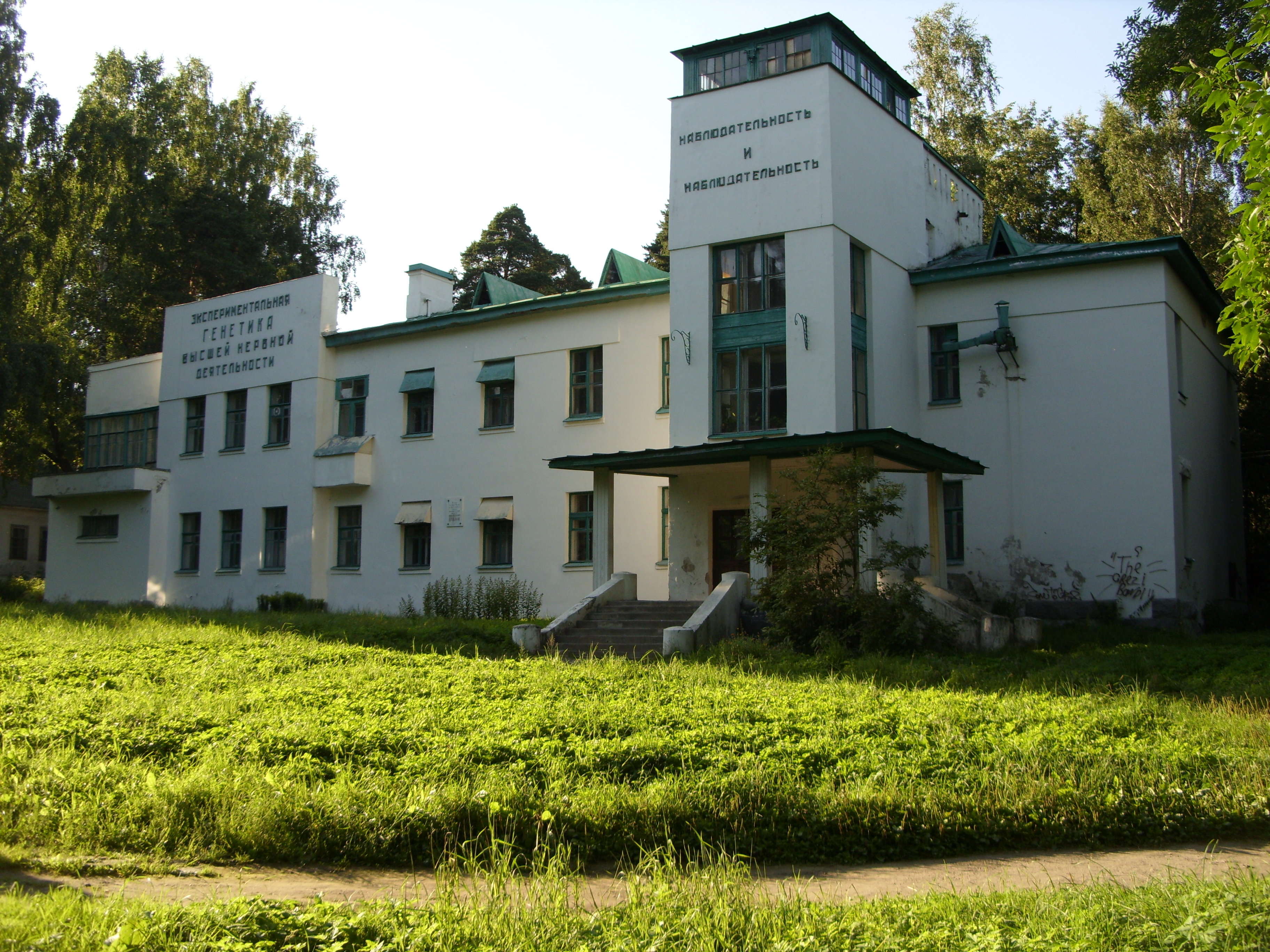
Лаборатория в Колтушах

- Выставочные павильоны в Летнем саду по случаю 200-летия Петербурга (1903; не сохранились);
- Дом с мастерской скульптора З. В. Мариной. Бармалеева улица, 7 (1908; перестроено);[2];
- Фабричное здание и труба фабрики «Бергер и Вирт» у Средней Рогатки (1913; не сохранилось);
- Жилой трёхэтажный дом и труба фабрики «Торнтон» (1914);
- Автомобильный магазин и мастерские торгового дома «Борей». Каменноостровский проспект, 15 (1913—1915; не сохранилось);
- Школа народного искусства. Набережная канала Грибоедова (1914—1915; при участии Н. Е. Лансере);
- Жилой дом Тверского товарищества квартировладельцев. Тверская улица, 20 (1914—1916, завершён в 1924 году; соавтор И. А. Претро);
- Лаборатория Института физиологии и коттеджи в Колтушах;
- Реконструкция цементного завода им. Воровского (1927—1930);
- Дом ОГПУ (конструкторская часть). Литейный проспект, 4 (1931—1932);
- Здание «Пропусков» (эскиз и проектное задание) — перестройка Сергиевского собора. Литейный проспект, 6а (1932);
- Биостанция академика И. П. Павлова. Колтуши (1932—1936). Преобразование биостанции в институт, с его расширением в (1936—1937);
- Бесшумные камеры в Институтах Физиологии. Ленинград и Колтуши (1938—1939);
- Загородный диспансер «Трудтерапия». Ленинград (1940);
- Расширение Института им. Павлова (генплан и комплекс зданий). Колтуши. (1946—1947);
- Бесшумные камеры в Институтах им. Лесгафта, Туберкулезном, ИЭМ-е. Ленинград. (1950—1952).

### Другие места
- Народный Дом им. Пушкина. Красноярск (1901—1902);
- Городская лечебница. Красноярск (1902);
- Здания 11-го Финляндского стрелкового полка 42 корпуса. Лахти, Финляндия (1913—1914);
- Дома Отдыха Ленсовета (эскизный проект всего комплекса). Хоста (1931—1932).

## Скульптура
И. Ф. Безпалов — автор памятников:
- Максу Дуттенгоферу — одному из основателей Шлиссельбургских пороховых заводов (1905—1907; фигура в натуральную величину; увезен в Ротвайль);
- памятника-бюста Максу Дуттенгоферу;
- надгробного памятника И. П. Павлову на «Литераторских мостках» Волкова кладбища (1937);
- надгробного памятника-бюста Е. А. Ганике на «Литераторских мостках» Волкова кладбища (1946).

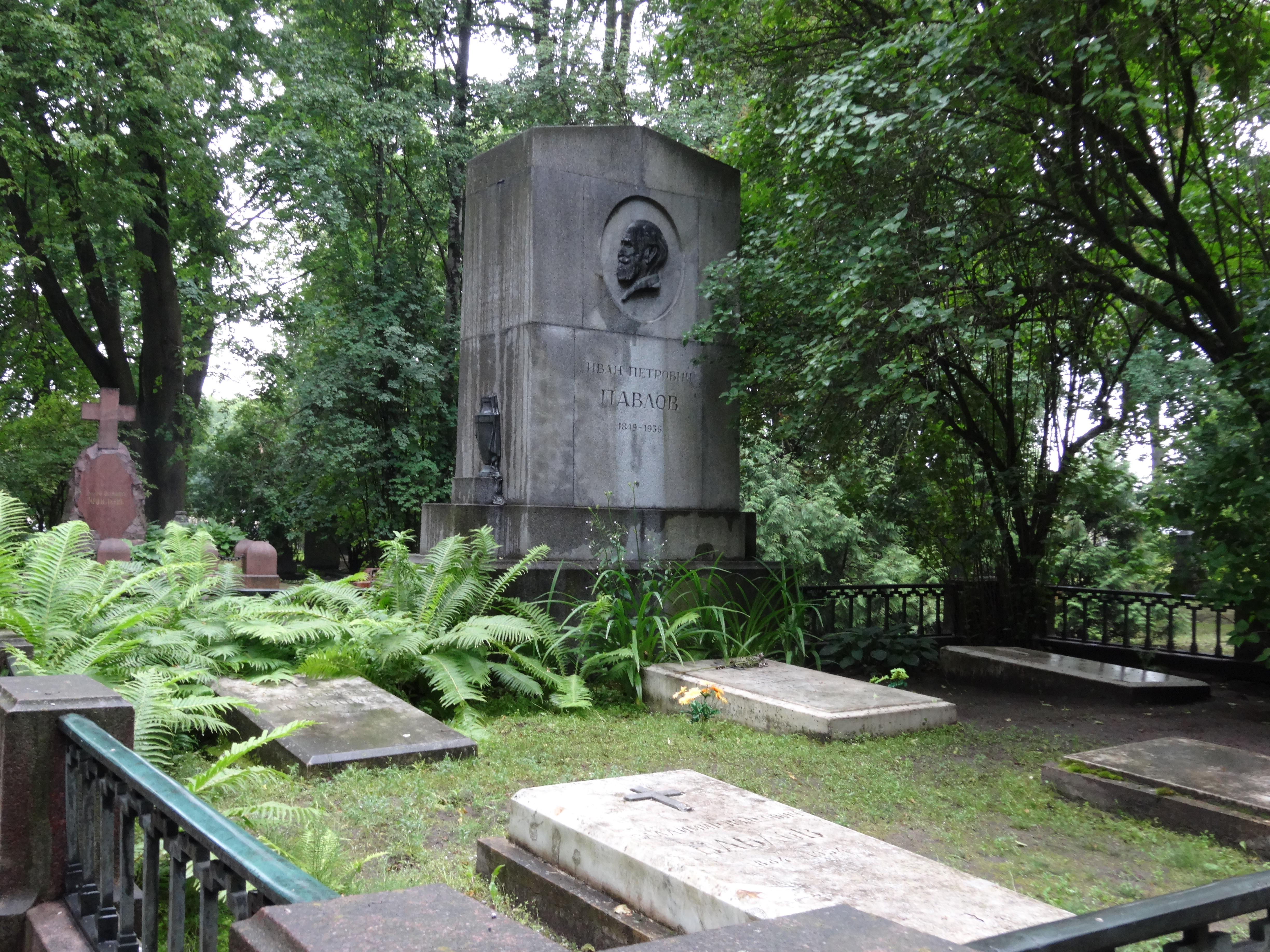
Надгробный памятник И. П. Павлову
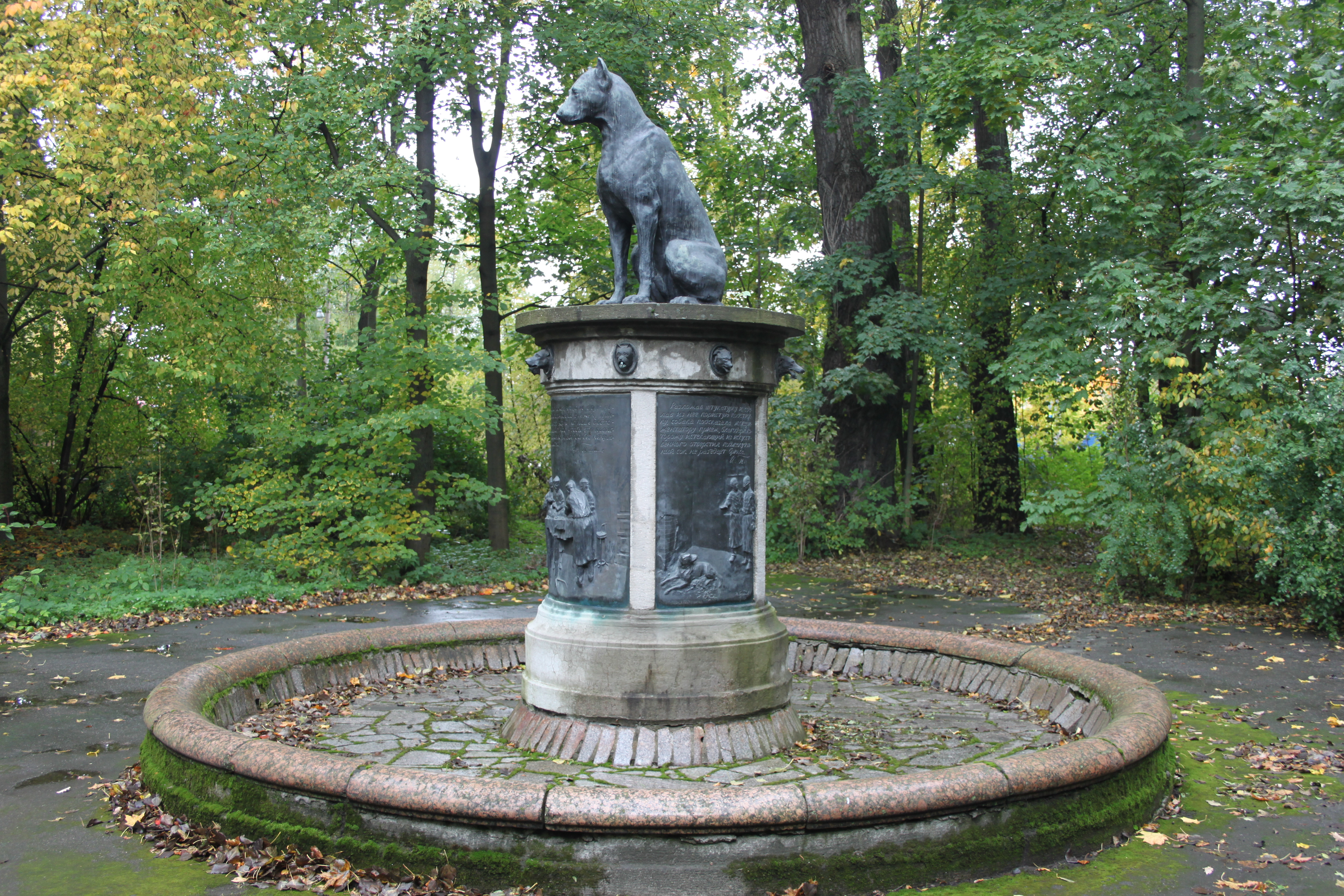
Памятник Собаке в Ленинграде

Памятников у лаборатории Института физиологии в селе Колтуши Ленинградской области:
- памятника-бюста И. П. Павлову
- памятника-бюста Чарльзу Дарвину
- памятника-бюста И. М. Сеченову
- памятника-бюста Грегори Менделю
- памятника-бюста Рене Декарту

Памятник-бюст И. П. Павлову. Фото 2011 г.
Памятник-бюст Р. Декарту. Фото 2011 г.
Памятник-бюст Г. Менделю. Фото 2011 г.
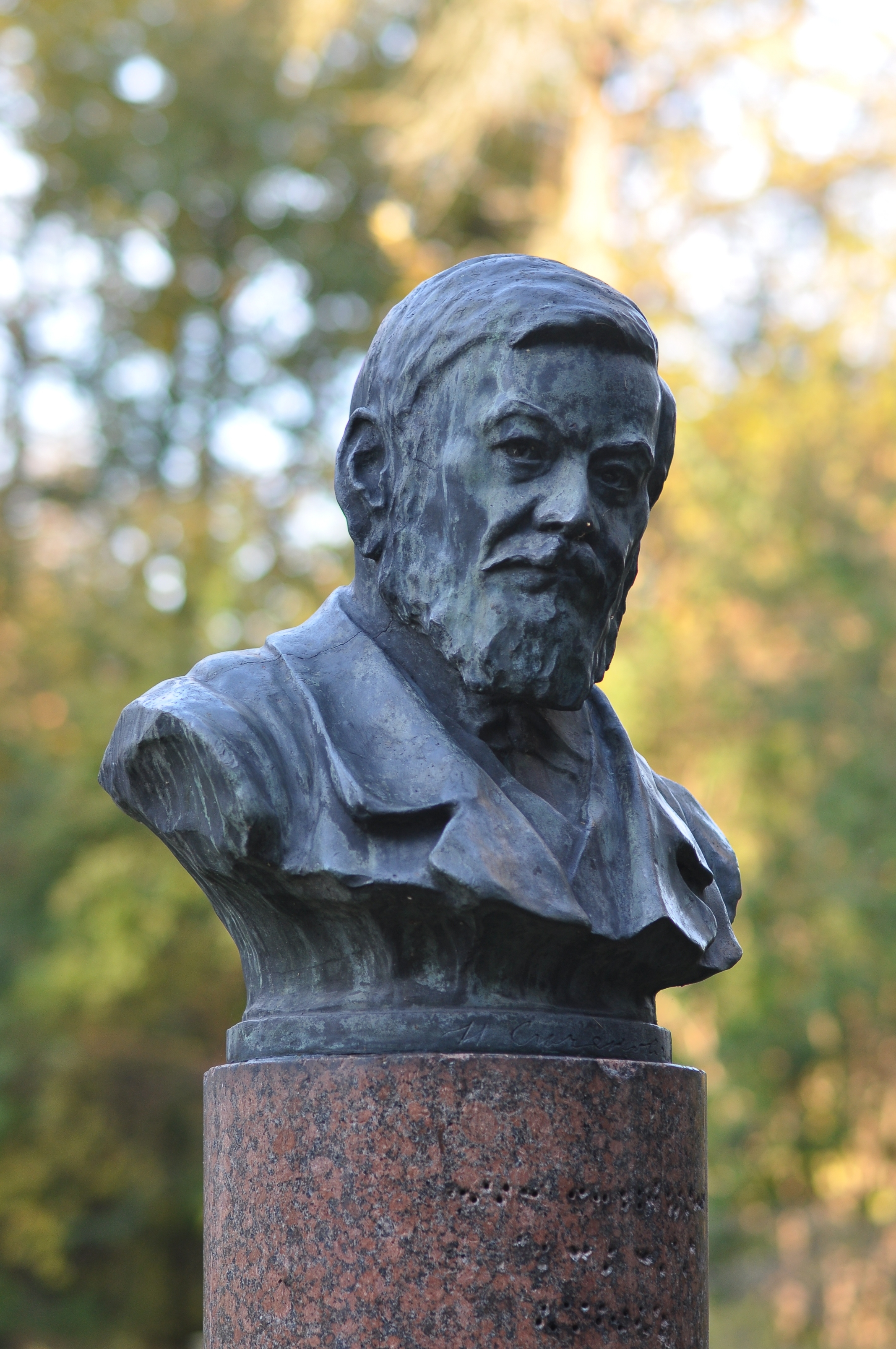
Памятник-бюст И. М. Сеченову. Фото 2012 г.

Пяти памятников в саду Института экспериментальной медицины на Аптекарском острове в Санкт-Петербурге:
- Памятника-фонтана Собаке (открыт 7 августа 1935 г.);
- памятника-бюста Чарльзу Дарвину (открыт 7 августа 1935 г.);
- памятника-бюста Д. И. Менделееву (открыт 7 августа 1935 г.);
- памятника-бюста Луи Пастеру (открыт 7 августа 1935 г.);
- памятника-бюста И. М. Сеченову (открыт 7 августа 1935 г.);
- фонтана со змеями

Бюсты
- И. А. Фомина (1940)
- А. Паганини (1940)
- В. В. Куйбышева (1940)
- Рикмана (1940)
- И. П. Павлова (1940)
- Н. Г. Чернышевского (1940)

Плафон во Дворце Пионеров в Ленинграде: барельефы портретов Л. Толстого, Горького, Пушкина и Гоголя и 5 панно изображающих: а) мудрость и знание, б) дети кораблестроители, в) дети-строители самолета, г) парашютистки и д) пионерский лагерь (1939).

## И. Ф. Безпалов — художник
- 1899—1900 гг. Иллюстрации к рассказам В. Г. Короленко для волшебного фонаря и к труду И. И. Блиоха — «Против войны» для Парижской выставки (диаграммы, надписи, рисунки).
- 1903 г. Участие в группе мастерской И. Е. Репина по созданию пяти диорам — к 200-летию Петербурга в Летнем саду.
- 1905—1909 гг. Иллюстрация производств Шлиссельбургского Порохового завода: выставка рисунков, портретов (масло, акварель), диаграммы и пр., всего до 200 экспонатов. В числе их 2 диорамы (масло) размером 15,5 х 6 арш. — изображающих завод в 1884-м и 1909-м годах.
- 1940 г. Портрет И. П. Павлова (рисунок углем).
- 1946 г. Портрет И. П. Павлова (масло).